# Sęp Żelechów
KS Sęp Żelechów – klub sportowy mający siedzibę w Żelechowie w województwie mazowieckim. Drużyna piłkarska klubu gra obecnie w Lidze Okręgowej. Klub posiada również sekcję siatkarską.

## Informacje ogólne
- Pełna nazwa: Klub Sportowy Sęp Żelechów
- Adres: ul. Chłopickiego, 08-430 Żelechów
- Rok założenia: 1921
- Barwy: niebiesko - białe

### Stadion
- Wymiary boiska: 105 × 68 m
- Pojemność: 180 miejsc (siedzące)
- Dodatkowe boisko treningowe

## Historia
W 1921 r. przy Ochotniczej Straży Pożarnej w Żelechowie powstała sekcja piłki nożnej. Jej założycielami byli Antoni Gronkiewicz i Henryk Bronicki. Do sekcji należeli zarówno członkowie straży, jak i inni, pragnący jedynie uprawiać tę grę. O kostiumy i piłki było najłatwiej, zaś o prawdziwych butach piłkarskich można było tylko pomarzyć. Największą trudność stanowił brak odpowiedniego placu na boisko. Grywano więc na targowicy miejskiej - placu zbyt wąskim, piaszczystym i nierównym. Bramki były prowizoryczne, a poprzeczki imitował sznurek. Rozgrywano mecze z drużynami okolicznych miasteczek, wyjeżdżając wozami konnymi na rewanże. Bazą drużyny była remiza strażacka - tam magazynowano sprzęt i tam drużyna miała swoją szatnię.
Stopniowo piłka nożna zaczynała zdobywać coraz więcej zwolenników i entuzjastów. Grywała w nią cała młodzież, zaczynały kopać piłkę dzieci szkolne. Powstała drużyna żydowska, która rozpoczęła spotkania z drużyną strażacką o prymat w mieście. Spotkania te odbywały się w burzliwej atmosferze, ponieważ pewne środowiska wykorzystywały mecze jako okazję do antysemickich wystąpień. W 1930 r. w czasie takiego meczu kontuzji uległ syn komendanta policji. Stało się to pretekstem do gorszących zajść, których echo dotarło do władz powiatowych. W konsekwencji zamknięto boisko, a ściślej mówiąc zabroniono rozgrywać mecze piłkarskie na terenie Żelechowa. Wtedy właśnie zaczęły rozwijać się inne dyscypliny sportu - siatkówka, koszykówka, lekkoatletyka, kolarstwo. Ich popularyzatorem było miejscowe koło Związku Strzeleckiego. W kolejnych latach wybudowano przy ul. Wilczyskiej sztuczny basen, w lecie służący jako kąpielisko miejskie, a zimą pełniący funkcję lodowiska. Ziemia wybrana w czasie budowy basenu posłużyła do budowy strzelnicy. W pobliżu tych obiektów został wybudowany drewnianej konstrukcji tor saneczkowy. W ten sposób w ponad ośmiotysięcznym Żelechowie istniał już zarówno sport wyczynowy, jak i rekreacyjny. W 1934 r. drużyna piłkarska została zorganizowana na nowo i otrzymała nazwę Klub Sportowy „Sęp”. W tym samym roku powołano drużynę żydowską pod nazwą „Hapoel”. Pierwszymi prezesami „Sępa” zostali: Stanisław Zwoliński, Bolesław Domański i Tadeusz Szuster. W latach 1934–1936 „Sęp” grał na dwóch prowizorycznych boiskach na terenie majątku Żelechów, na tzw. okólniku i na błoniach. W 1937 r. rozgrywki odbywały się naprzeciwko dzisiejszego Urzędu Miejskiego, na miejscu obecnego NZOZ „Przychodnia”. W latach 1938–1939 grano na własnym placu za strzelnicą przy ul. Wilczyskiej. Prężną działalność klubu przerwał wybuch II wojny światowej.
Ciekawym zjawiskiem podczas spotkań piłkarskich na terenie Żelechowa były występy miejscowej orkiestry dętej, która uprzyjemniała widzom oczekiwanie na mecze oraz przerwę w grze, łącząc skutecznie propagowanie kultury muzycznej z kulturą fizyczną.
W 1947 r. przystąpiono do reaktywacji drużyny. W 1949 r. klub sportowy otrzymał nazwę „Włókniarz”, a rok później „Związkowiec”. W latach 1950–1957 działał pod nazwą „Start”. Klub reprezentowany był w następujących sekcjach: piłka nożna, siatkówka żeńska i męska, tenis stołowy, hokej na lodzie, lekkoatletyka. Od 1958 r. nosił nazwę „Żelechowianka”. W roku następnym „Żelechowianka” przestała istnieć. Głównym tego powodem był brak płyty boiska. Teren, na którym znajdowała się dotychczasowa murawa piłkarska, przeznaczono pod budowę Liceum Ogólnokształcącego.
Po rozwiązaniu klubu pracę sportowo-wychowawczą wśród młodzieży przejęli nauczyciele szkół. W okresie tym nadal utrzymywały się następujące dyscypliny: kolarstwo, piłka siatkowa, hokej na lodzie, piłka ręczna i tenis stołowy. Nastąpił duży rozwój akrobatyki sportowej. Działały sekcje zapaśnicza i motorowa.
W latach sześćdziesiątych powołano do życia Ludowy Klub Sportowy, któremu dla podtrzymania dawnych tradycji nadano nazwę „Sęp”. W 1967 r. uroczyście otwarto nowe boisko piłkarskie na terenie Zespołu Szkół Zawodowych. W kolejnych latach podejmowano mozolne, aczkolwiek konsekwentne wysiłki na rzecz odbudowy piłki nożnej w Żelechowie. Ogromny wkład w te działania miał dr Kazimierz Bacia, wieloletni prezes klubu. Ich uwieńczeniem były lata osiemdziesiąte. W sezonie 1982/1983 „Sęp” osiągnął swój największy sukces. Było nim uczestnictwo w rozgrywkach III ligi.

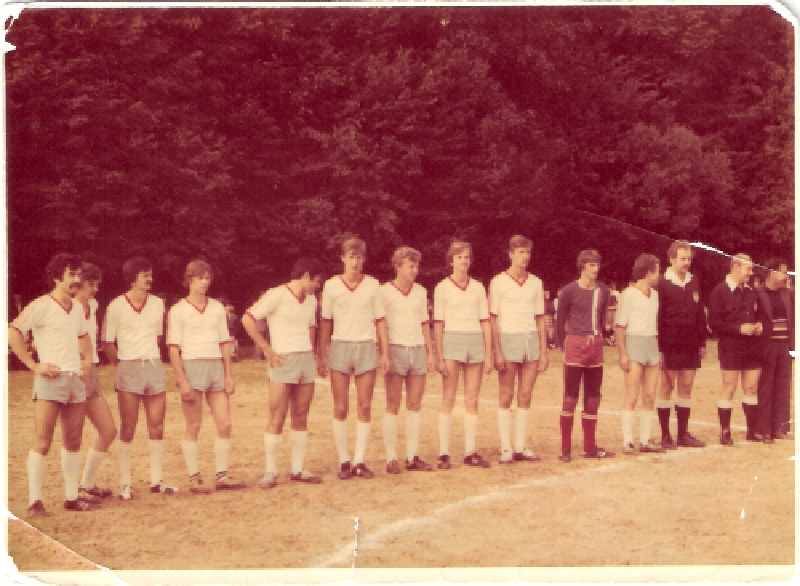
Drużyna Sępa, lata 70

Od 2000 r. klub posiada stadion przy ul Chłopickiego z oświetleniem i trybunami na 180 miejsc.

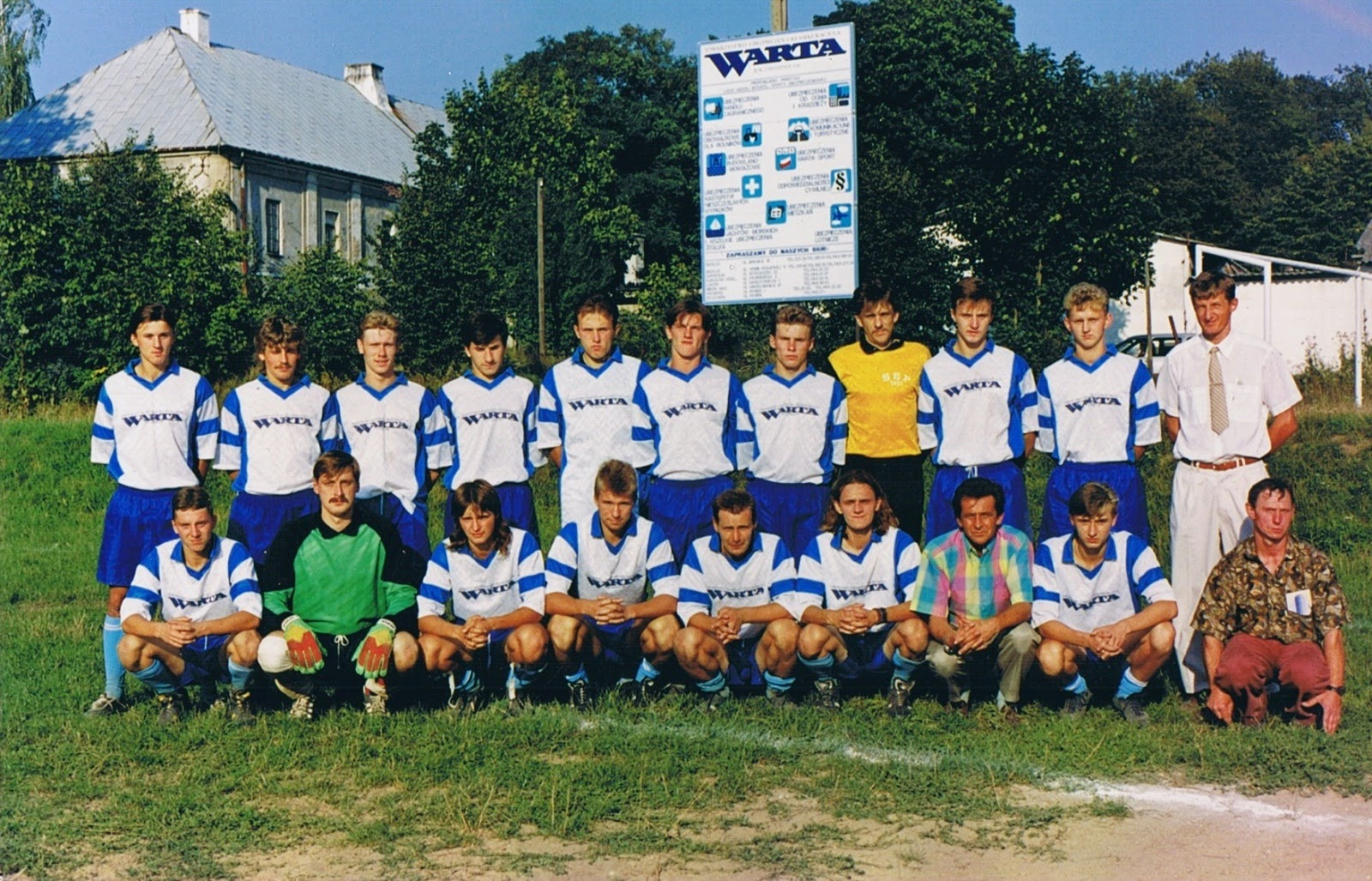
Drużyna Sępa, lata 90

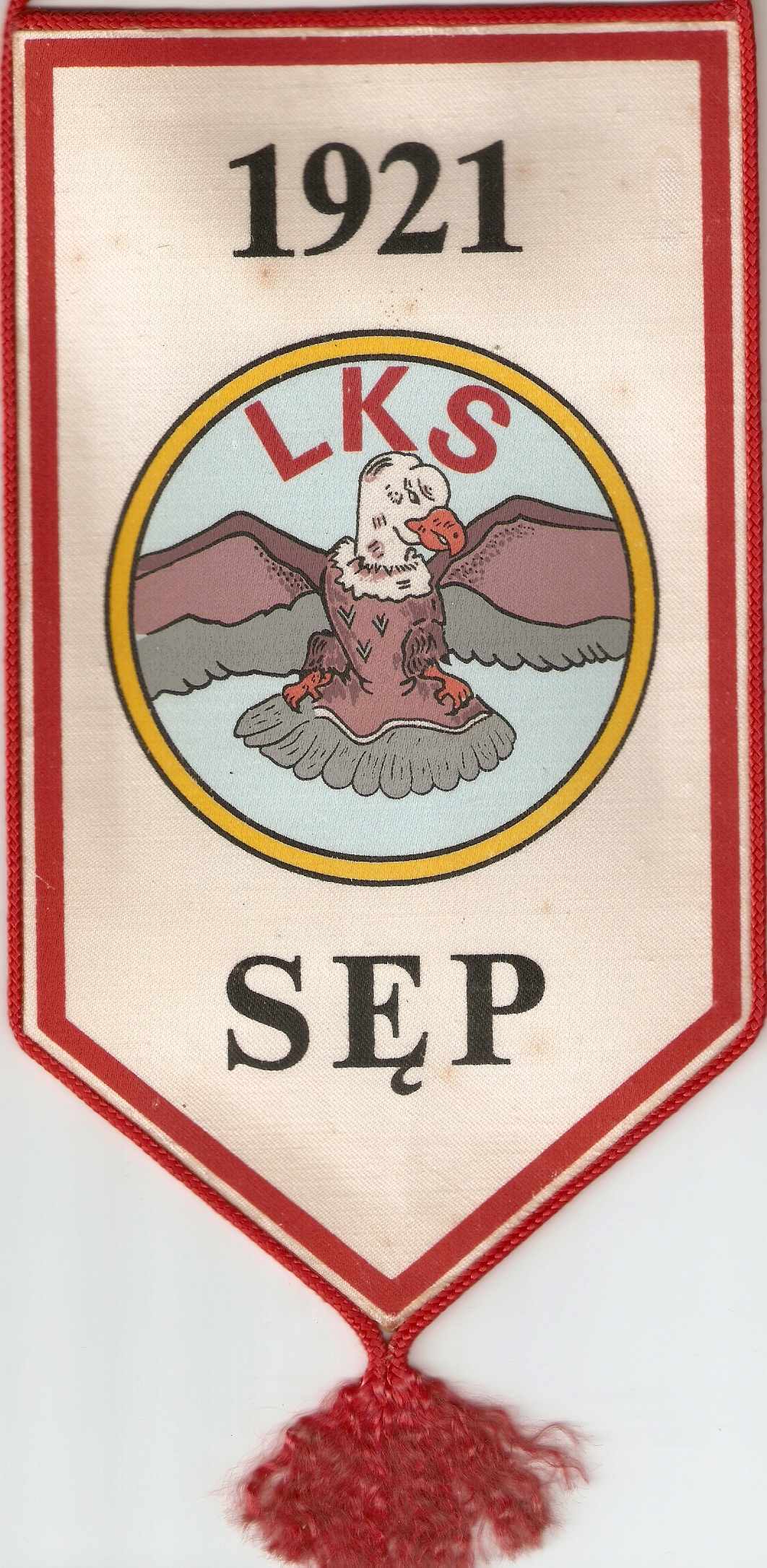
Proporczyk klubowy

W 2012 r. utworzono żeńską sekcję siatkarską.
Drużyna piłkarska „Sępa” gra obecnie w Lidze Okręgowej, grupa Siedlce. 

## Rozgrywki ligowe po 2000 roku
| Liga/grupa                    | Sezon     | Miejsce |
| ----------------------------- | --------- | ------- |
| Liga Okręgowa, grupa Warszawa | 2001/2002 | 16**    |
| Klasa A, grupa Siedlce        | 2002/2003 | 10      |
| Klasa A. grupa Siedlce        | 2003/2004 | 2*      |
| Liga Okręgowa, grupa Siedlce  | 2004/2005 | 1*      |
| V liga (grupa południowa)     | 2005/2006 | 15**    |
| Liga Okręgowa, grupa Siedlce  | 2006/2007 | 14      |
| Liga Okręgowa, grupa Siedlce  | 2007/2008 | 7       |
| Liga Okręgowa, grupa Siedlce  | 2008/2009 | 7       |
| Liga Okręgowa, grupa Siedlce  | 2009/2010 | 13      |
| Liga Okręgowa, grupa Siedlce  | 2010/2011 | 10      |
| Liga Okręgowa, grupa Siedlce  | 2011/2012 | 12      |
| Liga Okręgowa, grupa Siedlce  | 2012/2013 | 12      |
| Liga Okręgowa, grupa Siedlce  | 2013/2014 | 8       |
| Liga Okręgowa, grupa Siedlce  | 2014/2015 | 15      |
| Liga Okręgowa, grupa Siedlce  | 2015/2016 | 16**    |
| Klasa A, grupa Siedlce        | 2016/2017 | 1*      |
| Liga Okręgowa, grupa Siedlce  | 2017/2018 | 16**    |
| Klasa A, grupa Siedlce        | 2018/2019 | 11      |
| Klasa A, grupa Siedlce        | 2019/2020 | 12      |
| Klasa A, grupa Siedlce        | 2020/2021 | 1*      |
| Klasa Okręgowa, grupa Siedlce | 2021/2022 | 10      |
| Klasa Okręgowa, grupa Siedlce | 2022/2023 | 8       |
| Klasa Okręgowa, grupa Siedlce | 2023/2024 |         |

*awans do wyższej ligi
** spadek do niższej ligi

## Sukcesy
- Najwyższy poziom ligowy - III liga - 1982/83